# Friedrich Franz IV. (Schiff)
Die Friedrich Franz IV. war ein deutsches Eisenbahnfährschiff mit Schaufelradantrieb. Das Dampfschiff fuhr von 1903 bis 1926 auf der Linie Warnemünde–Gedser.

## Geschichte

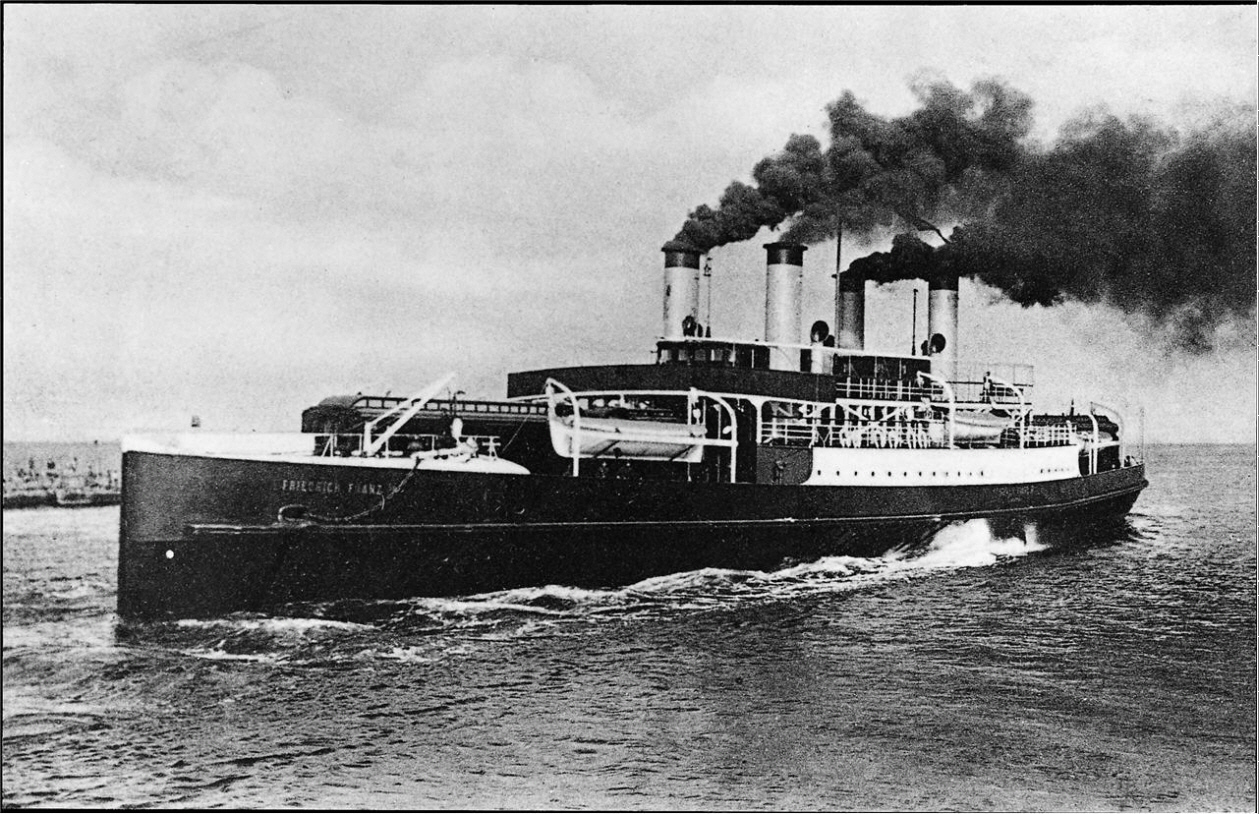
Die Friedrich Franz IV. in der Ursprungsform

Am 9. Dezember 1900 vereinbarten Dänemark und Mecklenburg die Einrichtung eines Trajektes über die Ostsee zwischen Warnemünde und Gedser (48 km) sowie den Bau von Fährschiffen und -anlegern. Die Friedrich Franz IV. und die Mecklenburg wurden von der Großherzoglich Mecklenburgischen General-Eisenbahndirektion der Friedrich-Franz-Eisenbahn bei der F. Schichau Werft in Elbing in Auftrag gegeben. Die Friedrich Franz IV. lief als erstes der großen Fährschiffe vom Stapel. Sie war, im Gegensatz zur zweigleisigen Schraubenfähre Mecklenburg, eine eingleisige Schaufelradfähre und sollte im Sommer Reisezugwagen transportieren. Die Dänischen Staatsbahnen setzten das ebenfalls bei Schichau gebaute Schwesterschiff der Friedrich Franz IV., die Prinsesse Alexandrine, mit den gleichen Aufgaben ein. Neben den drei bei Schichau gebauten Fähren wurde als viertes Schiff die von der Helsingør Jernskibs- og Maskinbyggeri gebaute Prins Christian von der DSB eingesetzt, die der Mecklenburg ähnelte und schließlich die längste Dienstzeit aufwies, da sie noch auf der Nachfolgestrecke Großenbrode-Gedser bis 1954 als Reserveschiff eingesetzt wurde.
Die Indienststellung der Friedrich Franz IV. erfolgte bei den Eröffnungsfeierlichkeiten der Trajektroute am 30. September 1903.

## Technische Daten

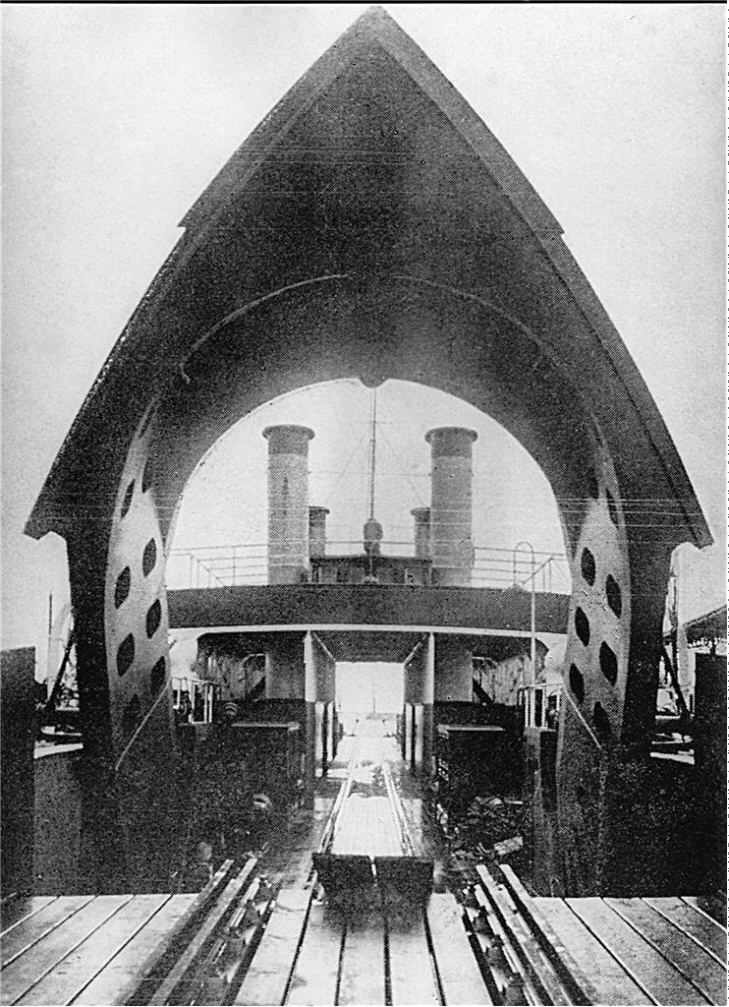
Die Friedrich Franz IV. in der Ursprungsform

Die Länge des bei Schichau in Elbing unter der Baunummer 697 gebauten Schiffes betrug 85,3 Meter, die Breite 18,75 Meter und der Tiefgang 3,65 Meter. Das Schiff wurde bei Indienststellung mit 1402 BRT vermessen. Die von vier Kesseln angetriebene Dampfmaschine hatte eine Leistung von 2140 PSi und ermöglichte eine Geschwindigkeit von 13,8 Knoten. Anfangs stand ein Gleis von 79,5 m Länge für Reisezugwagen zur Verfügung.
Im Winter 1905/1906 wurde die Friedrich Franz IV. wie ihr dänisches Schwesterschiff im Vorjahr verlängert und zweigleisig umgebaut. Nach dem Umbau auf der Neptun-Werft in Rostock wurde die Fähre mit 1733 BRT vermessen, war 103,78 m lang und verfügte über eine Gleislänge von 152 m. Auch wurde die Abdampfführung geändert und die Zahl der Schornsteine von vier im Rechteck angeordneten auf zwei hintereinander stehende reduziert.

## Einsatz
Bis zum Ausbruch des Ersten Weltkriegs war die Friedrich Franz IV. mit der Mecklenburg und den beiden dänischen Fähren zuverlässig im Einsatz. Bei Kriegsbeginn wurde der Regelverkehr erst einmal abgebrochen.
Die deutschen Fähren wurden im Kriegsdienst genutzt und dienten auf verschiedenen Strecken zwischen deutschen Häfen, um Truppen zu befördern. Die dänischen Fähren wurden zunächst nach Kopenhagen zurückgezogen. Nach Absprachen mit den kriegführenden Parteien wurden die beiden dänischen Fähren, markiert mit einer aufgemalten großen dänischen Flagge und der Aufschrift „Danmark“ auf der Bordwand, noch 1914 wieder auf der Stammstrecke eingesetzt. Während des Krieges wurde bei Hook Hagen, westlich von Gedser, eine Quarantänestation wegen möglicher Epidemien eingerichtet.
Ab Ende 1918 wurden auch die mecklenburgischen Fähren wieder eingesetzt, als alliierte Kriegsgefangene aus Nord- und Ostdeutschland zum Teil über Dänemark und Schweden in ihre Heimat zurückgeführt wurden. 1920 übernahm dann die neugeschaffene Deutsche Reichsbahn die Friedrich Franz IV. und die Mecklenburg.
Im November 1922 ersetzte die DSB ihre Schaufelradfähre Prinsesse Alexandrine durch das neue Fährschiff Danmark. 1926 ersetzte der Fährneubau Schwerin der Deutschen Reichsbahn dann auch die Friedrich Franz IV., die noch im selben Jahr abgewrackt wurde.